# ACEC (bedrijf)

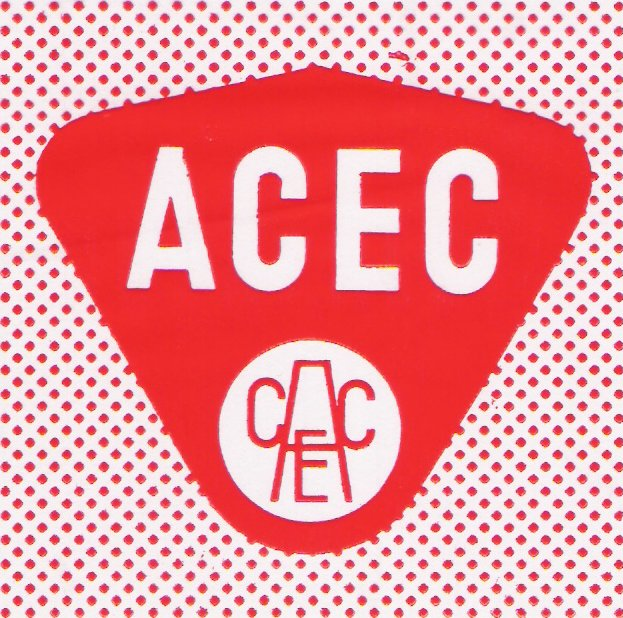
Beeldmerk

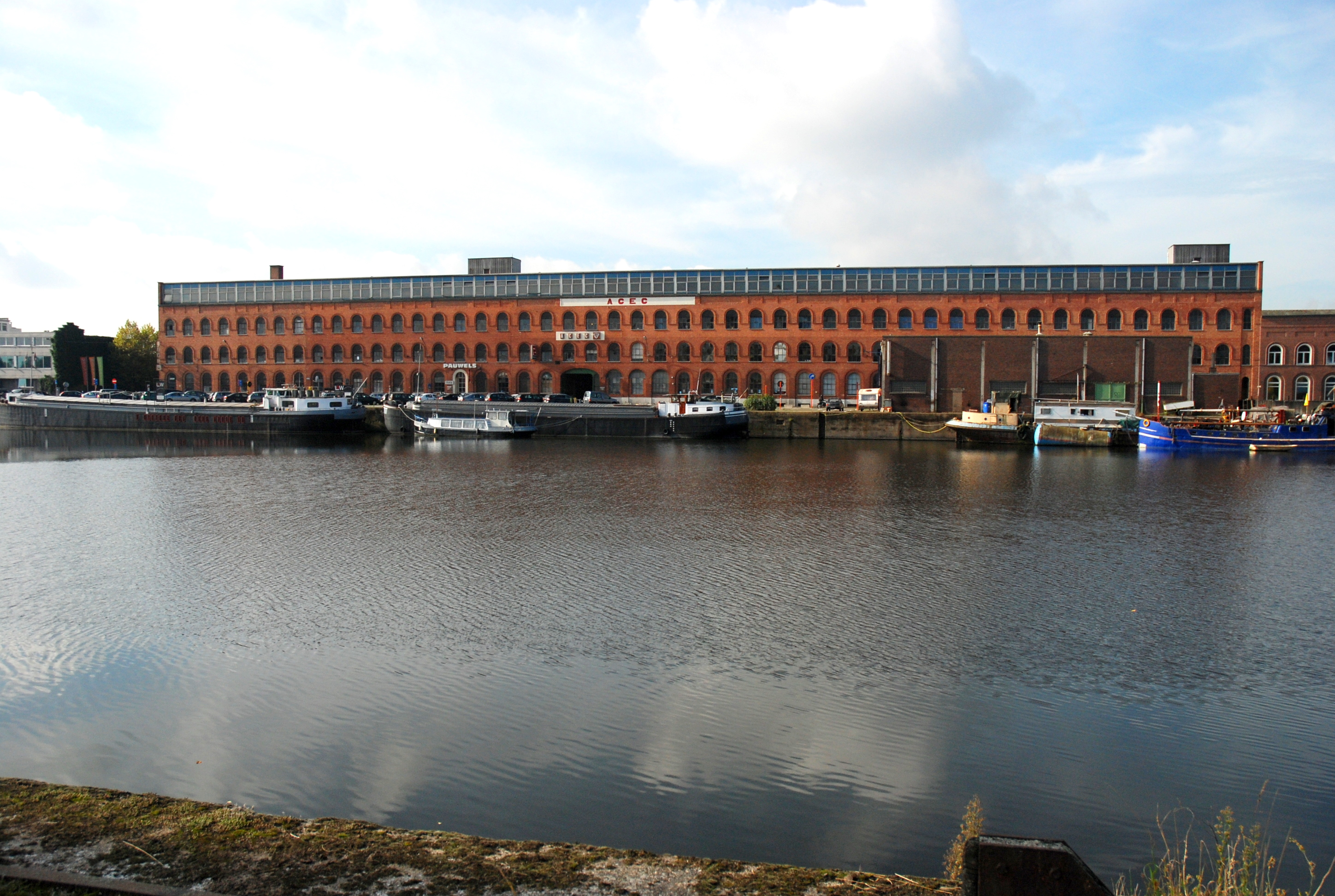
Voormalige ACEC-vestiging aan het Handelsdok te Gent

ACEC (Ateliers de Constructions Électriques de Charleroi) was een Belgische elektromechanicabedrijf met hoofdzetel in Charleroi. Het ontwikkelde elektronische installaties zoals motoren, transformatoren, radio- en televisietoestellen. Naast de hoofdzetel waren er vestigingen in Herstal, Gent, Ruisbroek, Wespelaar, Apeldoorn (Nederland) en Kinshasa (Congo).

## Producten
ACEC is vooral bekend voor zijn elektromotoren in treinen en trams en alternatoren in diverse Belgische elektriciteitscentrales. Ook radio- en televisietoestellen waren vrij verspreid. Het waren producten van zeer hoge kwaliteit. Tussen 1978 en 1988 ontwikkelde ACEC een gepantserd voertuig, de Cobra. Het kwam echter niet verder dan enkele prototypes.

## Geschiedenis
Deze Belgische firma werd in 1886 opgericht door Julien Dulait onder de naam  Société Anonyme Electricité et Hydraulique à Charleroi. Édouard Empain nam dit bedrijf in 1904 over en veranderde de naam in Ateliers de Constructions Électriques de Charleroi (ACEC), die zou uitgroeien tot de belangrijkste Belgische firma van elektromotoren en huishoudtoestellen.
Begin jaren '60 van de 20ste eeuw had ACEC een even grote omzet als Philips. Een van de dochtermaatschappijen was het in 1963 opgerichte Etudes Techniques et Constructions Aérospatiales (ETCA). Die had als opdracht de problemen van elektronica in de ruimte te onderzoeken, met name betreffende de elektrische voeding en de kwalificatie van installaties bestemd om in de atmosfeer te werken.
Eind jaren '80 raakte het bedrijf in de problemen. Toen de Generale Maatschappij van België zich niet langer wilde engageren en het bedrijf zijn verliescijfers bekendmaakte, was de overname niet veraf. ACEC werd ontmanteld in 1989 en in acht zelfstandige concerns opgedeeld. Dat gebeurde onder leiding van de nieuwe aandeelhouders Alcatel, Alstom en het Waals Gewest (minderheidsaandeelhouder). Vandaag bestaat nog enkel het onderdeel ACEC verwarming. Dat is gespecialiseerd in accumulatoren, airconditioning en warmtepompen. De eigenaars van dit bedrijf zijn twee kaderleden van de voormalige afdeling verwarming van ACEC.